# Zuidervaartje

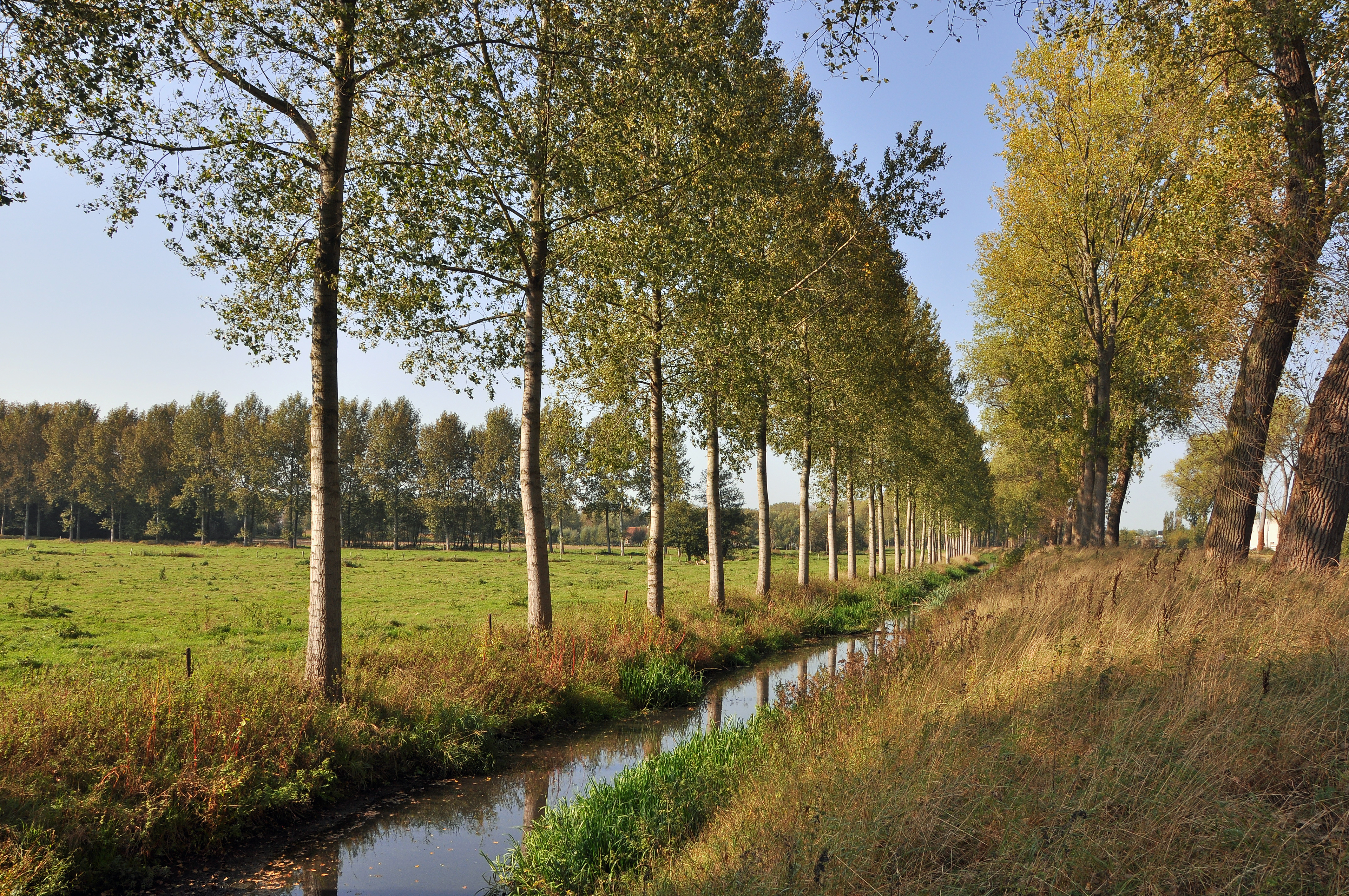
Het Zuidervaartje tussen Moerbrugge en Steenbrugge. Rechts achter de dijk ligt het kanaal Gent-Brugge.

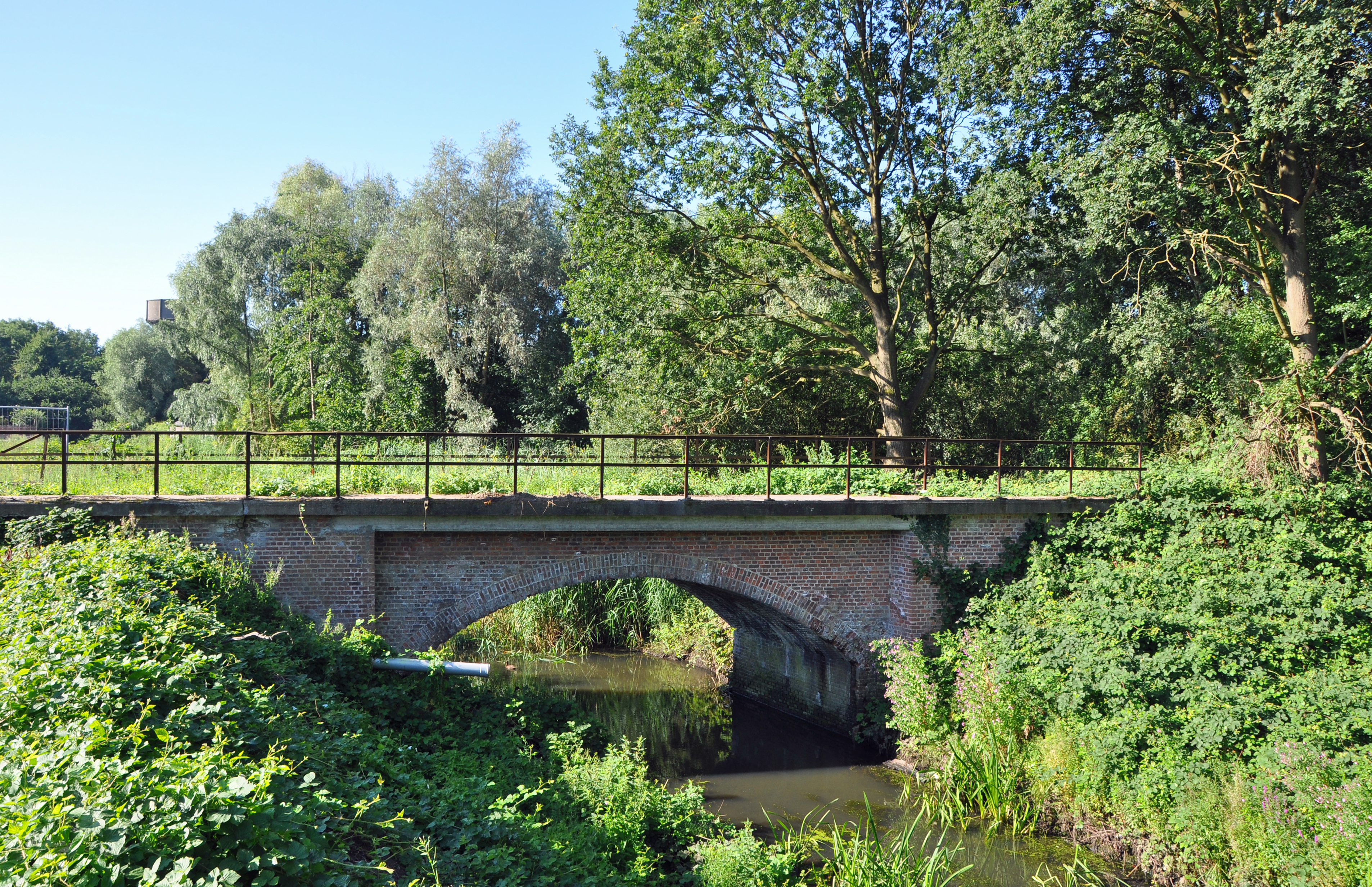
Het Zuidervaartje bij Steenbrugge, met de brug van de voormalige spoorlijn 58 Brugge-Eeklo

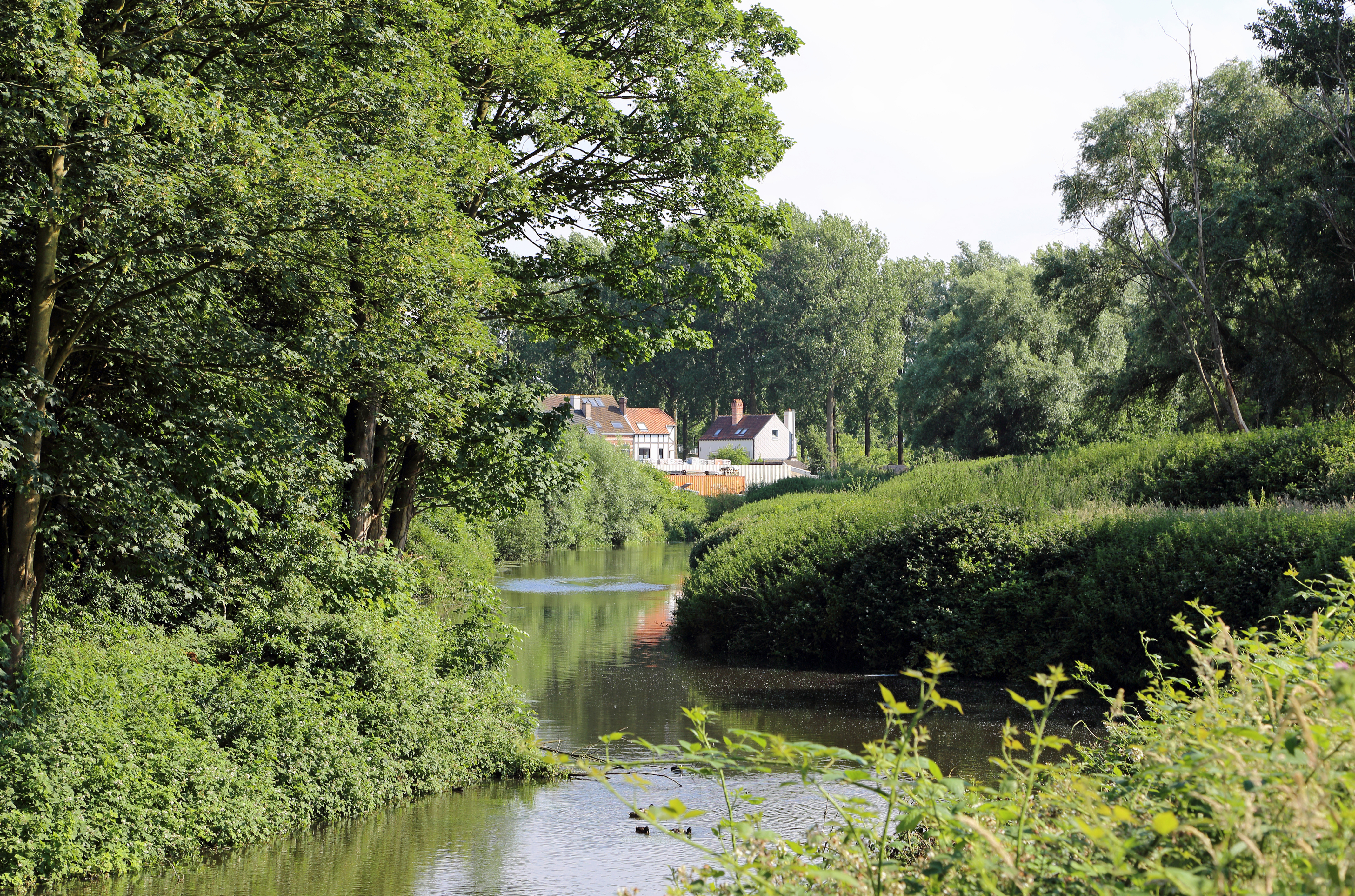
In de buurt van de Lappersforstraat in Assebroek vloeien het Sint-Trudoledeke (midden in beeld) en het Zuidervaartje (komende van de sifon onder het kanaal Gent-Brugge, rechts buiten beeld) samen. De bedding op de voorgrond is thans onderdeel van het Zuidervaartje, maar was oorspronkelijk de bedding van het Sint-Trudoledeke, dat verder doorliep naar Brugge. In de verte: enkele huizen van de Lappersfortstraat.

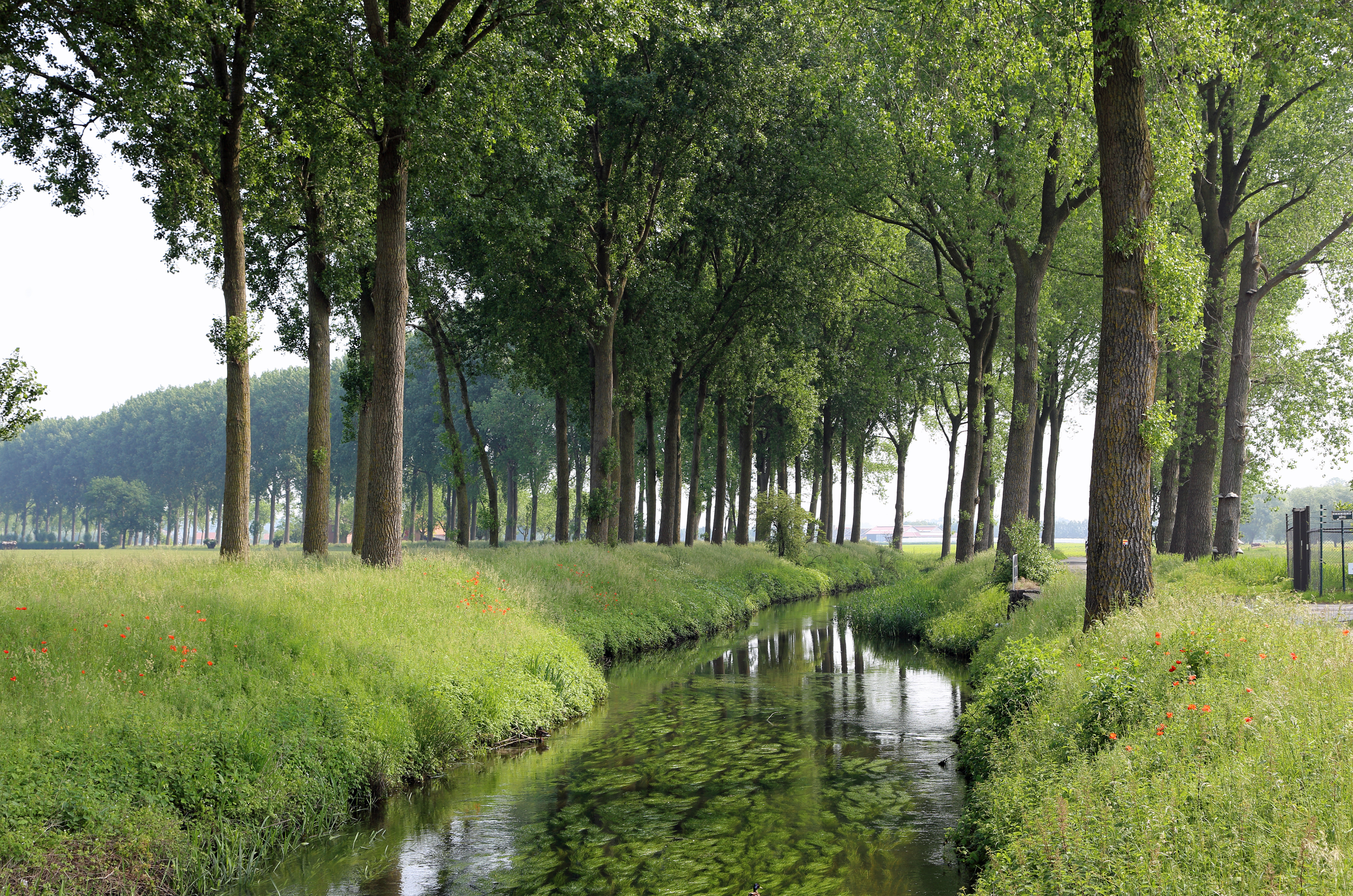
Het Zuidervaartje in Sint-Kruis, bij de brug van de Gemeneweideweg-Noord

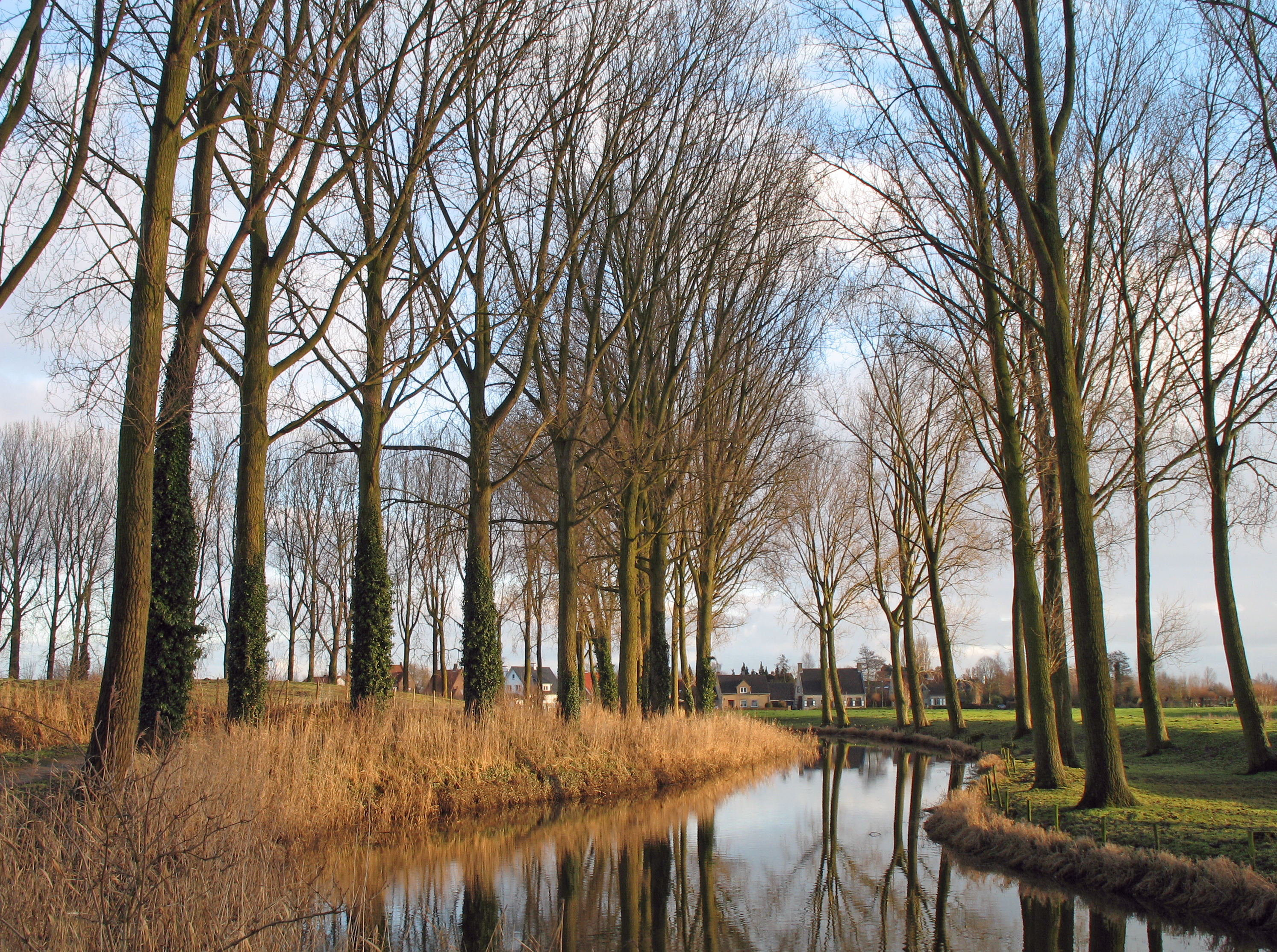
In Damme ligt het Zuidervaartje in de oude vestinggracht

Het Zuidervaartje is een afwateringskanaal in de Belgische provincie West-Vlaanderen, op het grondgebied van de gemeenten Oostkamp, Brugge en Damme. Het bestaat uit twee gedeelten – een bovenloop en een benedenloop – die elk hun eigen ontstaansgeschiedenis hebben.

## Bovenloop
Het oudste gedeelte is de bovenloop. Dit werd op een niet nader bekend tijdstip in de 17de eeuw gegraven, en komt vanaf ca. 1700 voor op oude kaarten. Het werd aangelegd om het overtollige regenwater uit de regio Oostkamp af te voeren. Na het graven van het kanaal Gent-Brugge (of Gentse Vaart) in 1613-1624 was de afwatering van dit gebied namelijk in het ongerede geraakt. Voordien zorgden een aantal beken, waaronder de Zuidleie en de Rivierbeek, voor een natuurlijke afvloeiing richting Brugge en de zee. Het nieuwe kanaal, dat voor een deel de bedding van genoemde beken ingenomen had, bemoeilijkte door zijn dijken en hogere waterpeil voortaan deze afvloeiing. Overstromingen en moerasvorming waren het gevolg. Een gedeeltelijke oplossing bestond in het graven van een afwateringskanaaltje aan de zuidwestzijde van de Gentse Vaart: het Zuidervaartje. Het beginpunt lag en ligt in Moerbrugge (Oostkamp), vlak bij de plaats waar de Rivierbeek in de Gentse Vaart uitmondt. Daar bevindt zich ook een stuw, waarlangs water van de Rivierbeek in het Zuidervaartje kan gelaten worden. Vandaar loopt het vaartje vrijwel parallel met de Gentse Vaart, via Steenbrugge en verder langs de Vaartdijkstraat in Sint-Michiels tot aan de Ketsbruggestuw in Brugge, waar het oorspronkelijk in de buitenvestinggracht van de stad uitwaterde. In de buurt van de Ketsbruggestuw mondt de (uit Sint-Michiels komende en thans in belangrijke mate overwelfde) Kerkebeek in het Zuidervaartje uit. Op sommige plaatsen vertoont het vaartje een kronkelende loop. Dit komt omdat enkele stukken van de oude, natuurlijke Zuidleie in het tracé opgenomen zijn.

## Samenvoeging met het Sint-Trudoledeke
In de jaren 40 van de 19de eeuw werd 500 meter ten zuiden van Brugge, in de buurt van de Lappersfortstraat, een sifon onder het kanaal Gent-Brugge aangelegd, waarlangs het Zuidervaartje aan de overzijde van het kanaal in verbinding werd gesteld met het Sint-Trudoledeke. Deze uit Assebroek komende beek liep vandaar verder noordwaarts naast het kanaal, om bij de Katelijnepoort te Brugge in de buitenvestinggracht uit te monden. Via het Sint-Trudoledeke en enkele zijbeken gebeurde (en gebeurt nog) de afwatering van de Assebroekse Meersen en de omgeving van Oedelemberg. Voortaan vloeiden het Sint-Trudoledeke en het Zuidervaartje vanaf deze sifon dus in een gezamenlijke bedding aan de oostkant van de Gentse Vaart, en vandaar verder door de buitenvestinggracht rond Brugge (die hiertoe in 1846-1847 aangepast werd) via Gentpoort en Kruispoort tot aan de Dampoort.

## Benedenloop
Aan de Dampoort werd – vertrekkend vanuit de buitenvestinggracht – in 1841 begonnen met het graven van een nieuw afwateringskanaal van ongeveer acht kilometer lang, dat min of meer evenwijdig aan de Damse Vaart via Damme naar het toen pas gegraven Leopoldkanaal leidde. In Damme (waar de  Maleleie er in uitmondt) werd het aan de zuidzijde om de stad heen gelegd, grotendeels in de bedding van de vroegere binnenvestinggracht. Dit nieuwe kanaal is de benedenloop van het Zuidervaartje. Na de voltooiing van deze benedenloop kon het overtollige water van een uitgestrekt gebied ten zuiden en ten oosten van Brugge – ruim 130 km² – langs deze weg afvloeien naar het Leopoldkanaal en zo naar zee. Ook grote delen van Sint-Kruis waren vanaf dan van wateroverlast verlost. De (toenmalige) gemeente Sint-Kruis was trouwens vragende partij voor de aanleg van het kanaal. Toen in 1859 naast het Leopoldkanaal het Schipdonkkanaal gegraven werd, diende onder het nieuwe kanaal een sifon gebouwd te worden, om de verbinding van het  Zuidervaartje met het Leopoldkanaal te behouden. Aangezien het gewone peil van het Leopoldkanaal lager is dan dat van het Zuidervaartje, gebeurt de uitwatering op natuurlijke wijze. Bij hoge waterstanden is er een tweede mogelijkheid voorhanden, namelijk het overpompen van water uit het Zuidervaartje in het Schipdonkkanaal door middel van een gemaal, het gemaal Oostkerke. Dit is uitgerust met twee pompen met een capaciteit van elk 1,2 kubieke meter per seconde. Het dateert uit de jaren 70 van de 20ste eeuw, toen ook de sifon onder het Schipdonkkanaal vernieuwd werd.

## Lurquinstuw en sifon
Er bestaat nog een extra mogelijkheid om bij hoge waterstanden water uit het Zuidervaartje af te voeren. Aan de Dampoort in Brugge is er (waarschijnlijk kort na 1850, bij de bouw van de nieuwe Dampoortsluis) een sifon aangelegd onder de ringvaart. Deze sifon staat bij de Sint-Leonardsbrug, aan de westzijde van de Dampoortsluis, in contact met een kanaalarm die op het (lagere) niveau ligt van het kanaal naar Oostende. Natuurlijke afvloeiing is hier enkel mogelijk bij extreem hoge waterstand in het Zuidervaartje, terwijl tegelijk het peil in de Oostendse Vaart zo laag mogelijk moet gebracht worden. De verbinding tussen het Zuidervaartje en de sifon wordt geregel door de Lurquinstuw, ook soms Vijf-Gebodenstuw genoemd, mogelijk vanwege het feit dat de sifon uit vijf parallelle kokers bestaat. Deze sifon verkeert in slechte staat en wordt niet meer gebruikt. Vermoedelijk wordt hij in een niet zo verre toekomst verwijderd.

## Beheer
Het Zuidervaartje wordt beheerd door de Afdeling Bovenschelde van het Vlaamse overheidsagentschap Waterwegen en Zeekanaal NV (vanaf 2017: overheidsagentschap De Vlaamse Waterweg).

## De naam Zuidervaartje
Het huidige Zuidervaartje is dus een samenstel van verschillende waterlopen die op verschillende tijdstippen ontstonden: het afwateringskanaaltje Moerbrugge-Brugge (de "bovenloop", die blijkbaar lange tijd naamloos gebleven is), de sifon van het Lappersfort, een deel van het Sint-Trudoledeke, de buitenvestinggracht aan de oostkant van Brugge, en ten slotte het afwateringskanaal van de Brugse Dampoort over Damme naar het Leopoldkanaal (de "benedenloop"). Pas vanaf de jaren 40 van de 19de eeuw vormde dit één continu geheel, dat tot het afwateringsgebied van het Leopoldkanaal behoorde. In de overheidsdocumenten heette het aanvankelijk Canal de dérivation des eaux du sud de Bruges of Afleidingskanaal der zuiderwateren van Brugge. Pas vanaf ca. 1875 verschijnt de naam Zuidersch Vaardeken of Zuidervaartje. Deze verwijst dus naar het afwateringsgebied, dat hoofdzakelijk ten zuiden van Brugge ligt.